# 刘隆 (云台二十八将)

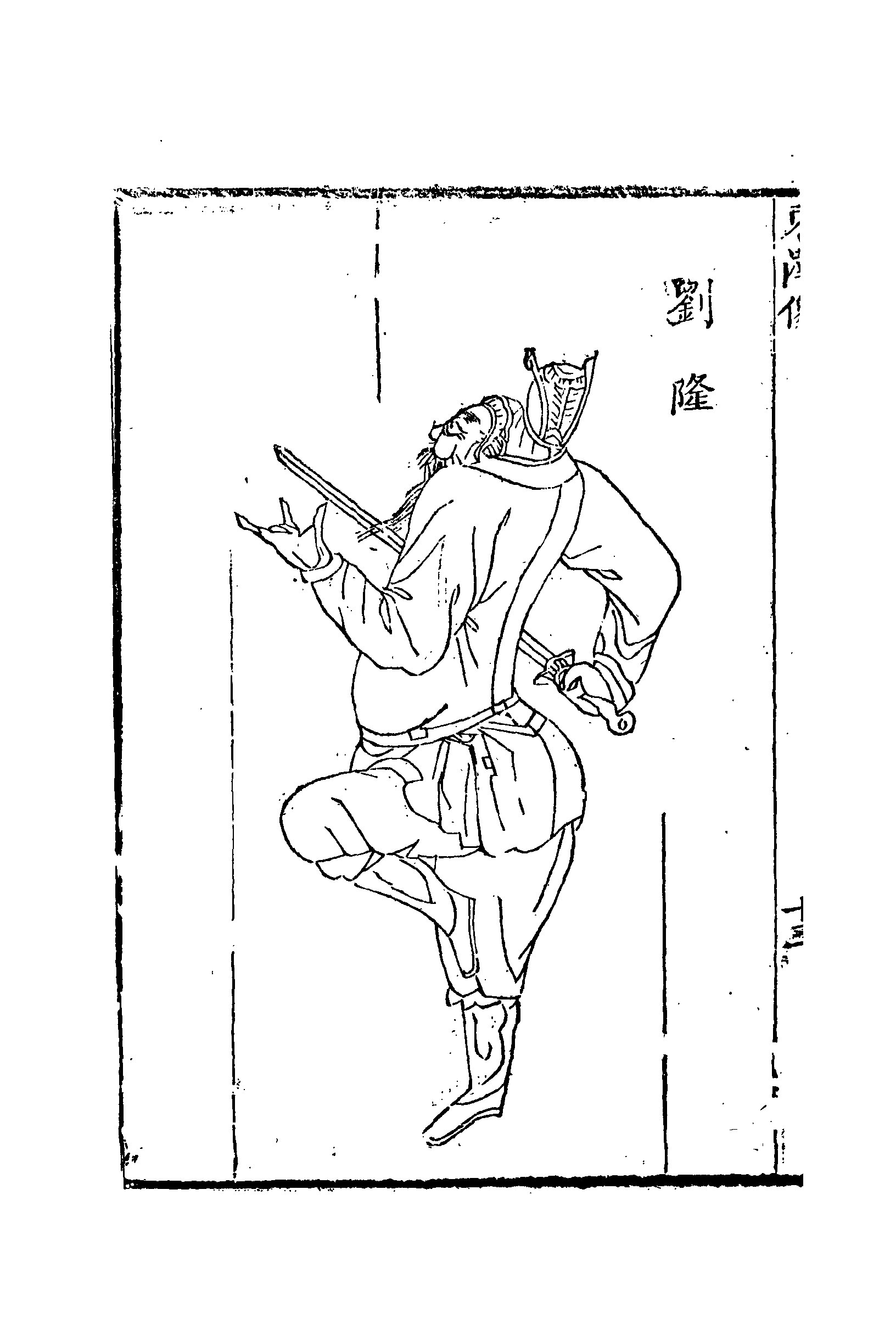
劉隆

劉隆（？—57年）。字元伯，南陽安衆侯劉崇的族人，东汉武将。长沙定王刘发之子安众康侯刘丹的后裔。汉光武帝功臣，雲台二十八将第16位（《後漢書》列传12）。
居摄元年（6年），劉隆父刘礼和劉崇举兵討伐王莽，按罪连坐。刘隆不满7岁而被赦免。30岁前後在長安游学。更始帝劉玄任命他为騎都尉。（根据《後漢書》記述，居摄元年＝公元6年刘隆1至6岁，30岁应该在公元30年到35年之间，劉玄任騎都尉在公元24年以前，所以記述有誤。）
劉隆把妻、子安置洛陽。更始2年（24年），听说劉秀在河内，与其合军拜为騎都尉。随馮異到洛陽与劉玄軍对峙。他的妻、子被守将李軼（李通从弟）所殺。 建武2年（26年），封亢父侯。吴漢率他征讨鄴城近郊檀乡杂軍。建武4年（28年），任命为誅虜将軍，討平在淮南称帝的李憲，屯田荊州武当。建武11年（35年），攻公孫述，岑彭上書推举为南郡太守，一年余，返上将軍印綬。建武13年（37年），增加食邑，封竟陵侯。当时全国地方官结交当地豪族，垦田户籍不实申告横行。建武16年（40年），劉隆以不实申告罪下狱。同罪者十数人死罪，劉秀念刘隆的功績，将他贬为庶人。建武17年（41年），再封扶乐乡侯，任命为中郎将，为伏波将軍馬援副将征讨交趾徵氏姐妹。俘获徵贰，斬首千余級、2万余人降。還军后，封長平侯。建武20年（44年），大司馬吴漢去世，劉隆以驃騎将軍代行大司馬。奉法自守8年，返上将軍印綬辞職。以列侯奉朝請。建武30年（54年），封慎侯。建武中元2年（57年），刘隆去世，谥号靖侯，子劉安。

## 世系图
| 刘礼       |  |  |  |  |  |
|            |  |  |  |  |  |
| 慎靖侯刘隆 |  |  |  |  |  |
|            |  |  |  |  |  |
| 慎侯刘安   |  |  |  |  |  |

## 延伸阅读
[在维基数据编辑]
 《後漢書/卷22》，出自范晔《後漢書》
 《東觀漢記》
 在维基共享资源阅览影像